# گاس دالستروم
گاس دالستروم (سوئدی: Gus Dahlström؛ ‏ ۶ نوامبر ۱۹۰۶ – ۲۵ دسامبر ۱۹۸۹) بازیگر اهل سوئد بود.
از فیلم‌هایی که وی در آن نقش داشته‌است، می‌توان به  فانی و الکساندر، بحران و عروسی اشاره کرد.